# Märta Ström
Märta Margareta Ström, född 14 januari 1918 i Säby socken, Jönköpings län, död 20 april 2002 i Göteborg, var en svensk teckningslärare, målare och tecknare. 
Hon var dotter till fabrikören Gustaf Malmqvist och Helga Rosen och från 1944 gift med arkitekten Gösta Ström. Hon studerade vid Högre konstindustriella skolan i Stockholm 1937–1940 och under studieresor till bland annat Danmark, Tyskland och Schweiz. Hon arbetade som lärare i frihandsteckning vid Slöjdföreningens skola i Göteborg 1942–1943. Separat ställde hon ut i Tranås 1949 och hon medverkade i Göteborgs konstförenings Decemberutställningar på Göteborgs konsthall. Hennes konst består av blomsterstilleben, porträtt och landskapsskildringar. Ström är representerad vid Tranås sjukhusförvaltning. 